# Yves Mirande
Anatole Charles Le Querrec, conegut com Yves Mirande (Bagneux, 8 de maig de 1876 - París, 17 de març 1957) va ser un dramaturg, guionista i director francès.

## Biografia
Després d'iniciar una breu carrera en el periodisme i en la política, Yves Mirande es va llançar al món del teatre escrivint obres de teatre. També va escriure nombrosos guions per al cinema, abans de passar ell mateix darrere la càmera, per a la seva primera pel·lícula, La Merveilleuse Journée, el 1932.
No se sap per què va prendre com a pseudònim el nom d'una de les subprefectures del Gers amb la qual no tenia, a priori, cap vinculació particular.

## Filmografia

### Guionista
- 1909 : La Tournée des grands ducs
- 1909 : Le Petit qui a faim
- 1909 : Octave
- 1930 : Le Spectre vert
- 1930 : Si l'empereur savait ça
- 1930 : Olympia
- 1931 : Le Père célibataire
- 1931 : Papa sans le savoir
- 1931 : Révolte dans la prison
- 1931 : La Chance
- 1932 : Une brune piquante
- 1932 : Simone est comme ça
- 1932 : Pour vivre heureux
- 1932 : La Perle
- 1932 : Tu seras duchesse
- 1932 : Tumultes
- 1933 : Charlemagne
- 1934 : Le Cavalier Lafleur
- 1934 : Le Billet de mille
- 1934 : Le Roi des Champs-Élysées
- 1935 : Quelle drôle de gosse
- 1935 : La Clef des champs
- 1935 : Baccara
- 1935 : Bout de chou
- 1935 : Princesse Tam Tam
- 1936 : Train de plaisir
- 1936 : Ménilmontant
- 1936 : Le Grand Refrain
- 1936 : Au son des guitares
- 1936 : À nous deux, madame la vie
- 1936 : Tout va très bien madame la marquise
- 1937 : Quatre Heures du matin
- 1937 : Un carnet de bal
- 1938 : La Présidente
- 1938 : Café de Paris
- 1939 : Sidi-Brahim
- 1939 : Circumstàncies atenuants (Circonstances atténuantes)
- 1940 : Paris-New York
- 1940 : Elles étaient douze femmes
- 1940 : Moulin-Rouge
- 1941 : L'Acrobate
- 1941 : L'Étrange Suzy
- 1941 : Ce n'est pas moi
- 1942 : La Femme que j'ai le plus aimée
- 1942 : Soyez les bienvenus
- 1942 : À vos ordres, Madame
- 1942 : Le Bienfaiteur
- 1942 : Les Petis Riens
- 1943 : Des jeunes filles dans la nuit
- 1943 : Le Chant de l'exilé
- 1945 : Le Mystère Saint-Val
- 1947 : Pas un mot à la reine mère
- 1948 : Kenzi
- 1949 : La Cage aux filles
- 1950 : La Portatrice di pane
- 1954 : Le Due orfanelle
- 1954 : C'est... la vie parisienne

### Director
- 1932 : La Merveilleuse Journée
- 1935 : Baccara
- 1936 : Sept hommes, une femme
- 1936 : Le Grand Refrain
- 1936 : Messieurs les ronds de cuir
- 1937 : À nous deux, madame la vie
- 1938 : Café de Paris
- 1939 : Darrere la façana (Derrière la façade)
- 1940 : Paris-New York
- 1940 : Moulin-Rouge

### Actor
- 1933 : Le Chasseur de chez Maxim's
- 1939 : Darrere la façana (Derrière la façade)
- 1942 : Les Petits Riens